# Lutita
La lutita és una roca sedimentària d'origen clàstic amb grans de mides inferiors al setzè de mil·límetre. En són exemples el llim o l'argila.
Les lutites es formen principalment per erosió d'altres roques o per sedimentació turbidítica de guixos o fangs. Algunes contenen una certa proporció de carbonat de calci, i reben el nom de margues.
Alguns autors consideren aquest nom com a sinònim de pelita, i fan la distinció entre lutita per a roques no consolidades i pelita per a les consolidades.